# Діти Хуан Ши
«Діти Хуан Ши» (Children of Huang Shi) - це драматична стрічка 2007 року, заснована режисером Роджером Споттисвудом на реальних подіях. Вона розповідає історію англійського журналіста, який стає опікуном групи китайських сиріт під час Другої світової війни. Фільм показує їхні спроби вижити в умовах японської окупації Китаю.

## Зміст
Молодий англійський журналіст Джордж Гоґ і австралійська медсестра Лі Пірсон повинні врятувати від смерті групу осиротілих дітей під час японського вторгнення в Китай у 1937 році. Завдання головних героїв – переправити 60 дітлахів через гори Лю Пань Шань 六盘山 у безпечну місцевість.